# Ged Kearney
Gerardine Mary «Ged» Kearney (Melbourne, 29 de octubre de 1963) es una política y sindicalista australiana, miembro laborista de la división federal de Cooper y actual ministra adjunta de salud y atención a personas mayores. Es miembro de la Cámara de Representantes desde marzo de 2018, representando por primera vez a la división de Batman. Antes de dedicarse a la política, Kearney se desempeñó como presidente del Consejo Australiano de Sindicatos (ACTU) de 2010 a 2018.
Con la elección del gobierno de Albanese en las elecciones federales australianas de 2022, Kearney fue nombrado ministro adjunto de salud y atención a personas mayores.

## Primeros años de vida
Kearney nació el 29 de octubre de 1963 en Melbourne y creció en Richmond, como la segunda más joven de nueve hermanos. Su padre era tabernero. Kearney asistió a la escuela secundaria en la Academia de María Inmaculada en Fitzroy. Comenzó a estudiar una Licenciatura en Economía en la Universidad de Monash, pero la abandonó para seguir una carrera en enfermería. Obtuvo su título de enfermera registrada en 1985 y participó en la huelga de enfermeras en 1986. También obtuvo una Licenciatura en Educación y trabajó como enfermera y educadora de enfermería, gestionando la educación de enfermería clínica en Austin Health.
Cuando Kearney tenía 21 años, quedó embarazada de gemelos, lo que la llevó a dejar su formación de enfermería. Regresó a sus entrenamientos cuando sus hijos tenían 7 semanas.

## Carrera política temprana

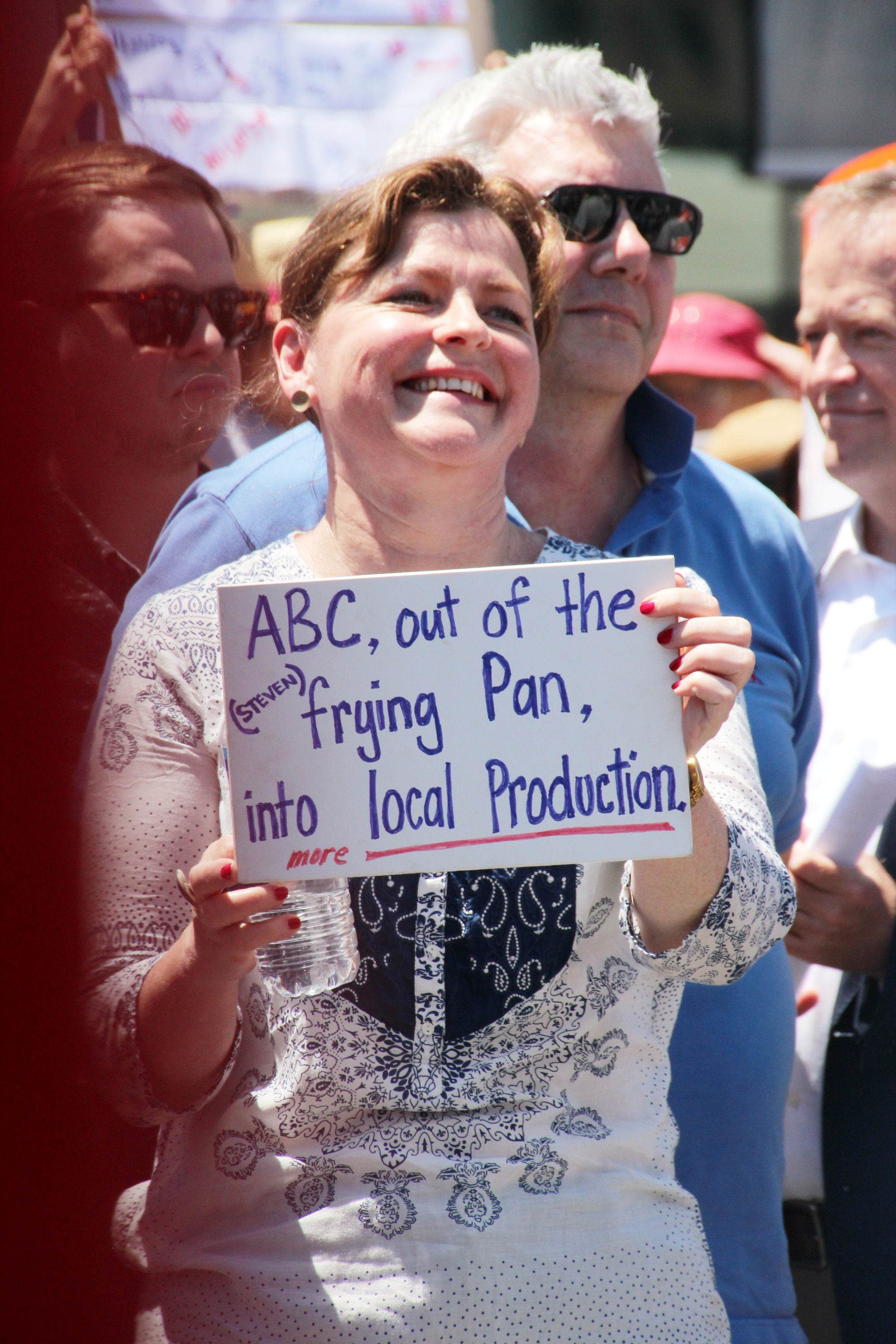
Kearney en una manifestación de 2014 en Federation Square, protestando contra los recortes a los presupuestos de ABC y SBS.

Kearney fue elegida funcionaria de la Federación Australiana de Enfermería en 1997. Se desempeñó como subsecretaria federal, presidenta federal y presidenta de la rama victoriana antes de ser nombrada secretaria federal de la Federación en abril de 2008. El 1 de julio de 2010, tras la marcha de Sharan Burrow, Kearney fue elegido presidente del ACTU. En ese momento, el presidente del Sindicato de Trabajadores de Australia, Paul Howes, criticó el proceso electoral por ser «antidemocrático», debido a la exclusión de los sindicatos alineados con la derecha del proceso electoral. Kearney respondió que había recibido el apoyo del «70% de los sindicatos» dentro del ACTU.
En diciembre de 2011, Kearney y otros sindicalistas fueron deportados de Fiyi, en virtud de las leyes de emergencia promulgadas tras la crisis constitucional de 2009. En julio de 2012, Kearney anunció que ACTU donaría a Fiyi 2,6 millones de dólares australianos para ayudar en la celebración de elecciones democráticas.
En abril de 2012, Kearney anunció que el ACTU suspendería la membresía del Sindicato de Servicios de Salud, a raíz del asunto de gastos del Sindicato de Servicios de Salud. Kearney describió el escándalo como «una mala imagen» para el movimiento sindical. Al mes siguiente, Kearney se dirigió a una conferencia del ACTU donde afirmó que «el mal uso del dinero de los miembros y el desprecio por la responsabilidad ante los miembros [es] inaceptable».
En julio de 2012, el ministro de Inmigración, Chris Bowen, creó el Consejo Asesor Ministerial sobre Migración Calificada (MACSM) y nombró a Kearney como uno de sus nueve miembros. En 2017, Kearney renunció al MACSM, afirmando que el organismo se había vuelto «ineficaz» y «desequilibrado».
En 2015, como presidente de ACTU, Kearney pidió al primer ministro Tony Abbott que destituyera a Dyson Heydon de liderar la Comisión Real sobre Gobernanza y Corrupción Sindical, después de que Heydon aceptara hablar en una cena de recaudación de fondos del Partido Liberal. Kearney también afirmó que el ACTU estaba considerando llevar el asunto al Tribunal Superior, aunque esto no sucedió. Kearney había calificado previamente la comisión real como «un truco costoso».

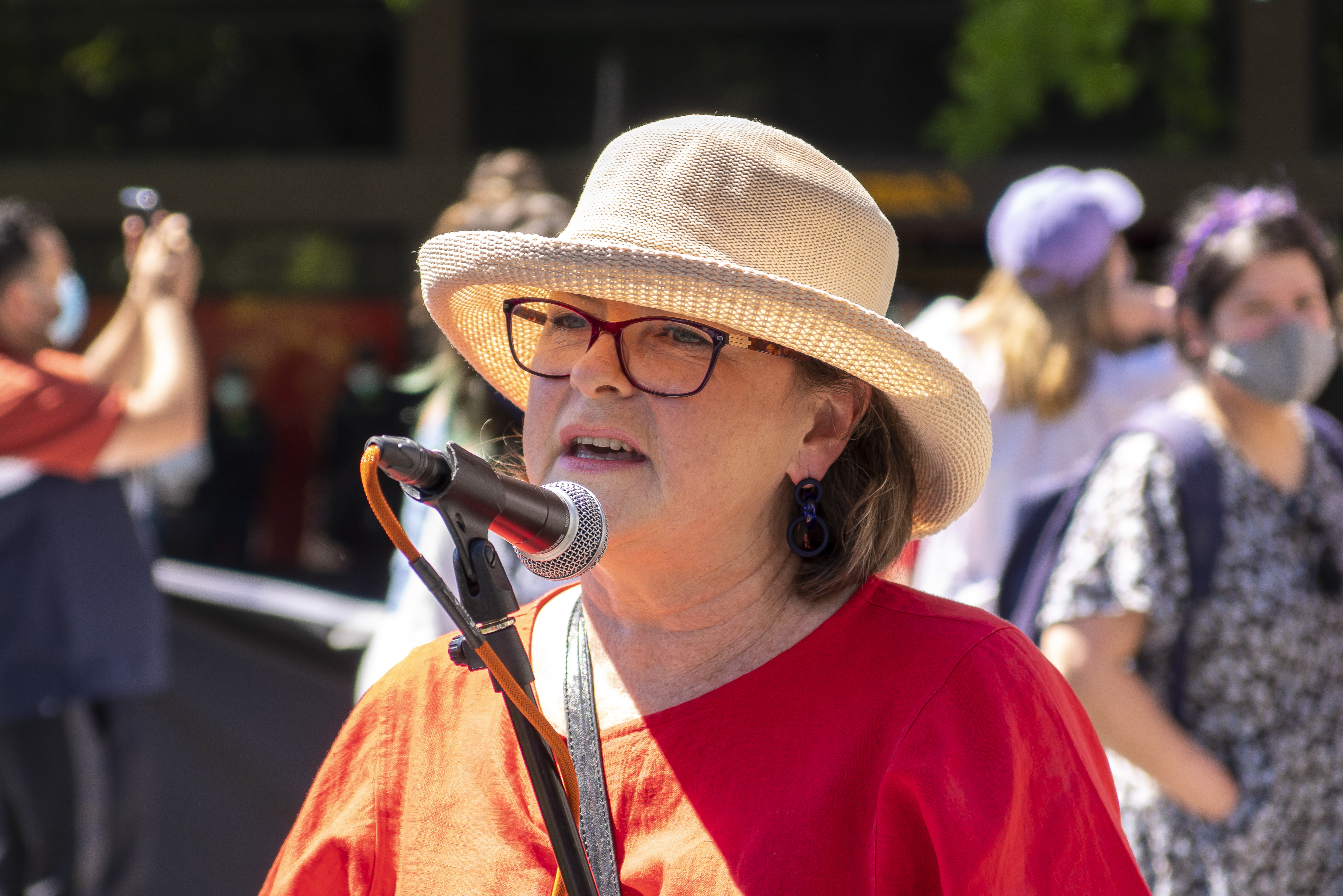
Kearney en 2021, hablando en un mitin en Melbourne, pidiendo la liberación de los refugiados detenidos en un hotel australiano en virtud de la legislación Medevac.

En mayo de 2013, en el período previo a las elecciones federales de 2013, Kearney indicó que estaba considerando nominarse para la preselección laborista en la División de Batman, ya que el puesto quedaba vacante tras la jubilación de Martin Ferguson. Kearney finalmente decidió no impugnar la preselección. En 2017, Kearney se postuló para la preselección laborista en la sede victoriana de Brunswick; un asiento que dejó vacante Jane Garrett después de que ella pasó al Consejo Legislativo. Cindy O'Connor fue preseleccionada como candidata laborista sobre Kearney, y posteriormente fue derrotada en las elecciones estatales de 2018 por el candidato de losVerdes, Tim Read.
En febrero de 2018, se anunció una elección parcial en la sede de Batman tras la dimisión de David Feeney debido a la crisis de elegibilidad parlamentaria australiana de 2017-2018. Kearney fue preseleccionado por el Partido Laborista para participar en las elecciones parciales y, el 2 de febrero de 2018, dimitió como presidente del ACTU para hacer campaña. El principal oponente de Kearney era el candidato de los Verdes, Alex Bhathal, que ya se había postulado para el escaño cinco veces anteriormente. La controversia en torno a la propuesta mina de carbón Adani Carmichael fue una característica importante de la campaña electoral parcial. Durante la campaña, el líder laborista Bill Shorten manifestó su «escepticismo» hacia la mina de carbón, y Kearney también expresó críticas al proyecto, pero no se comprometió a bloquearlo. La Fundación Australiana para la Conservación distribuyó material en el que se afirmaba que sólo los Verdes «impedirían que la mina de Adani siguiera adelante». Grupo activista GetUp! también declararon que no ayudarían a los laboristas en la campaña, debido a su posición en la mina de carbón.
Durante la campaña electoral parcial, Kearney recibió el respaldo personal de la ex primera ministra Julia Gillard . Una carta escrita por Gillard se distribuyó a 36.000 casas del electorado. Kearney también recibió el respaldo de EMILY's List Australia, una organización alineada con el Partido Laborista que aboga por la representación de las mujeres en el parlamento. Kearney ganó las elecciones parciales el 17 de marzo de 2018 con el 43,20% de los votos primarios y el 54,43% de los votos después de la distribución de preferencias.

## Miembro del Parlamento
Kearney, en su primer discurso, abogó por una «política humana de refugiado» en Australia y pidió el fin de la detención en el extranjero. En julio de 2018, su asiento de Batman fue abolido por la Comisión Electoral Australiana, que volvió a trazar los límites del electorado y le cambió el nombre a Cooper en honor al activista indígena William Cooper. Posteriormente, Kearney fue elegido en las elecciones federales de 2019 y Cooper recibió el 64,83% del voto preferido de los dos candidatos.
Después de las elecciones federales de 2019, el líder de la oposición Anthony Albanese nombró a Kearney en su ministerio en la sombra como ministro asistente en la sombra para habilidades y ministro asistente en la sombra para el cuidado de personas mayores. En julio de 2019, Kearney se incorporó al Comité Parlamentario de Empleo, Educación y Formación. Tras una reorganización del gabinete en la sombra en enero de 2021, Kearney fue nombrado ministro asistente en la sombra para salud y envejecimiento. En junio de 2021, Kearney y otras dos diputadas laboristas escribieron al primer ministro, Scott Morrison, pidiéndole que despidiera al presidente del comité, Andrew Laming, por su comportamiento hacia las mujeres. Tras el éxito del Partido Laborista en las elecciones federales de 2022, Kearney fue nombradaministro adjunto de salud y atención a personas mayores por el ahora primer ministro Albanese el 1 de junio de 2022. En diciembre de ese año, Kearney también fue designada para presidir el recién formado Consejo Asesor Nacional de Salud de la Mujer, que se estableció para buscar formas de mejorar los resultados de salud de mujeres y niñas y abordar la «misoginia médica». El 1 de julio de 2022, Kearney anunció que estaría disponible la autocolección de muestras para prueba de Papanicolaou de cáncer cervical. El 22 de noviembre de 2023, Kearney anunció la Estrategia Nacional para la Eliminación del Cáncer de Cuello Uterino, junto con 48,2 millones de dólares australianos para su implementación. La Estrategia incluye medidas como alcanzar una tasa de vacunación del 90% entre los niños contra el VPH.
El 15 de noviembre de 2023, se colocaron cadáveres falsos frente a las oficinas electorales de Kearney y otros parlamentarios como parte de una protesta contra la posición del gobierno sobre la guerra entre Israel y Gaza de 2023.
El 3 de diciembre de 2023, Kearney asistió a la COP28 y pronunció un discurso en el que anunciaba la Estrategia Nacional de Salud y Clima de Australia, incluidas prioridades como la «descarbonización del sistema de salud» y las «acciones de resiliencia». La estrategia fue «bien recibida» por la Asociación Australiana de Hospitales y Atención Médica y por Asthma Australia. Dietistas de Australia lo elogiaron por incluir una revisión de los «estándares de nutrición y sostenibilidad» en la atención médica. Médicos para el Medio Ambiente de Australia (DEA) afirmó que la estrategia era «un importante paso adelante», y el director ejecutivo de la DEA afirmó que el gobierno debe «eliminar gradualmente los combustibles fósiles si realmente quiere proteger vidas».

## Creencias políticas
Kearney es partidaria de una Voz Indígena en el Parlamento e hizo campaña a favor de su introducción en el fallido referéndum de 2023.
Kearney apoya los derechos LGBT y participó en la marcha WorldPride de Sídney en marzo de 2023. Junto con el ministro de Salud, Mark Butler, Kearney creó y ahora preside el grupo de trabajo sobre VIH del gobierno federal. Kearney y Butler también apoyaron una moción en la conferencia nacional laborista de 2023, que pedía la eliminación de una restricción general a la donación de sangre para hombres homosexuales y bisexuales, así como para mujeres transgénero. Kearney también preside el Grupo Asesor de Expertos del Plan de Acción Nacional Decenal de Salud y Bienestar LGBTIQA+, un organismo responsable de desarrollar un plan nacional para la salud LGBTIQA+.
Kearney es miembro del Grupo Parlamentario Multipartidista Australiano para el Tíbet.

## Vida personal
Kearney tiene cuatro hijos.
En 2020, el suegro de Kearney murió tras contraer COVID-19 en Canberra. La suya fue la trigésima muerte por COVID-19 en Australia.